# Грубка (річка)
Грубка (пол. Gróbka) — річка в Польщі, у Бохенському й Бжеському повітах Малопольського воєводства. Права притока Вісли, (басейн Балтійського моря).

## Опис
Довжина річки 41 км, найкоротша відстань між витоком і гирлом — 26,34  км, коефіцієнт звивистості річки — 1,56 , площа басейну водозбору 292  км². Формується притоками та безіменними струмками.

## Розташування
Бере початок у місті Бохня на висоті 251,7 м над рівнем моря. Тече переважно на північний схід через Бжезьницю і у селі Гурка впадає у річку Віслу.
Населені пункти вздовж берегової смуги: Гожкув, Лази, Жезава, Кшечув, Богуцице, Церекев, Домбрувка-Морська.

## Цікаві факти
- У XIX столітті у Словнику географічному Королівства Польського та інших країв довжина річки вважалася 21 км, а висота витоку і гирла відповідно 198 та 185 метрів.
- У селі Лази річку перетинає автошлях  94